# Club Atlético River Plate 1947
Questa voce raccoglie le informazioni riguardanti il Club Atlético River Plate nelle competizioni ufficiali della stagione 1947.

## Stagione
La vittoria in campionato arriva all'ultima giornata, con il 4-0 sul Rosario Central; di Stéfano è il miglior marcatore con 27 reti, mentre la squadra detiene miglior difesa e miglior attacco.

## Maglie e sponsor
| Casa | Trasferta |

## Rosa
| N. |                      | Ruolo | Calciatore                |
| -- | -------------------- | ----- | ------------------------- |
|    | Argentina (bandiera) | P     | Amadeo Carrizo            |
|    | Argentina (bandiera) | P     | Héctor Grisetti           |
|    | Argentina (bandiera) | D     | Héctor Ferrari            |
|    | Argentina (bandiera) | D     | Luis Antonio Ferreyra     |
|    | Argentina (bandiera) | D     | Santiago Kelly            |
|    | Argentina (bandiera) | D     | Eduardo Enrique Rodríguez |
|    | Argentina (bandiera) | D     | Norberto Yácono           |
|    | Argentina (bandiera) | D     | Ricardo Vaghi             |
|    | Argentina (bandiera) | C     | Antonio Báez              |
|    | Argentina (bandiera) | C     | José Curti                |
|    | Argentina (bandiera) | C     | Osvaldo Méndez            |

| N. |                      | Ruolo | Calciatore          |
| -- | -------------------- | ----- | ------------------- |
|    | Argentina (bandiera) | C     | José Ramos          |
|    | Argentina (bandiera) | C     | Hugo Reyes          |
|    | Argentina (bandiera) | C     | Francisco Rodríguez |
|    | Argentina (bandiera) | C     | Néstor Rossi        |
|    | Argentina (bandiera) | A     | Roberto Coll        |
|    | Argentina (bandiera) | A     | Alfredo di Stéfano  |
|    | Argentina (bandiera) | A     | Ángel Labruna       |
|    | Argentina (bandiera) | A     | Félix Loustau       |
|    | Argentina (bandiera) | A     | José Manuel Moreno  |
|    | Argentina (bandiera) | A     | Juan Carlos Muñoz   |
|    | Argentina (bandiera) | A     | Joaquín Martínez    |

## Statistiche

### Statistiche di squadra
| Competizione | Punti | Totale | Totale | Totale | Totale | Totale | Totale | DR  |
| Competizione | Punti | G      | V      | N      | P      | Gf     | Gs     | DR  |
| ------------ | ----- | ------ | ------ | ------ | ------ | ------ | ------ | --- |
| PD           | 48    | 30     | 22     | 4      | 4      | 90     | 37     | +53 |
| Totale       | -     |        |        |        |        |        |        | -   |